# 愛は散って ライライラライラ
「愛は散ってライライラライラ」は日本の男性歌手・ダイスケが2015年1月7日に発売した9枚目のシングル。

## 概要
「愛は散って ライライラライラ」は前作「ドレミ」より約9カ月ぶり、通算9枚目のシングル。男女の愛の終わりを描いたラテン調の表題曲と、カップリング曲「恋雪」が収められる。加えて初回限定盤には表題曲のインストゥルメンタルバージョンが収録され、ブックレットも付属。また通常盤では追加カップリング曲として「あいわな」を聴くことができる。
PVには島崎和歌子が出演しており、“愛した男性に別れを告げられた女性”を熱演しているほかサビではコミカルなダンスを披露している。

## 収録曲

### 初回生産限定
ジャケット写真は島崎和歌子。
1. 愛は散って ライライラライラ (作詞･ダイスケ/jam、作曲･ダイスケ/鈴木Daichi秀行)
2. 恋雪 (作詞･ダイスケ/田中秀典、作曲･ダイスケ/田中秀典/鈴木Daichi秀行)
3. 愛は散って ライライラライラ Instrumental

### 通常盤
ジャケット写真はダイスケ。
1. 愛は散って ライライラライラ
2. 恋雪
3. あいわな (作詞･ダイスケ 、作曲･ダイスケ)